# فرج بصمه جي
فرج بصمه جي (1915 - 1987) هو كاتب ومؤرخ وعالم آثار عراقي.

## حياته
ولد فرج في بغداد عام 1915، وأكمل دراسته الابتدائية في احدى مدارس بغداد عام 1928، والتحق بعد ذلك بالإعدادية المركزية، وتخرج فيها عام 1934، ثمّ عمل موظفاً بعد تخرجه من الاعدادية في دائرة الآثار والتراث. انتدب إلى سويسرا لاكمال دراسته الجامعية في جامعة زيورخ، ونال شهادة البكالوريوس عام 1939، والدكتوراه عام 1943.
عاد إلى العراق ليعمل مدرساً للتاريخ العراقي القديم في كلية الآداب بجامعة بغداد، وشغل بعد ذلك منصب معاون أمين المتحف العراقي ببغداد عام 1946، ثم منصب أمين المتحف العراقي حتى احيل إلى التقاعد لاسباب صحية عام 1969. شارك بعمليات تنقيب في عدد من المواقع الأثرية، ومثّل العراق بالمؤتمرات الدولية الخاصة بالمتاحف لانه كان عضواً في المنظمة العالمية للمتاحف، حتى وفاته عام 1987.

## مؤلفاته
1. دليل المتحف العراقي - 1960.
2. نفّر - 1960 .
3. كنوز المتحف العراقي - 1972.
4. الأختام الأسطوانية في المتحف العراقي - 1994